# Sainthood
A Sainthood a Tegan and Sara hatodik stúdióalbuma. Eddigi nagylemezeikkel ellentétben a dalokat nem külön-külön írták. A Paperback Head című számot közösen írták, nagy részben Sara Quin énekelte föl és még egyéb számoknál a producerek és a zenekar többi tagja is segédkezett.

## Számlista
Az összes dal szerzője Tegan Quin and Sara Quin, kivéve a producerekkel közös számok.. 
| 1.    | Arrow                                        | 3:06 |
| 2.    | Don't Rush (T. Quin, S. Quin, Hunter Burgan) | 2:43 |
| 3.    | Hell (T. Quin, S. Quin, Burgan)              | 3:24 |
| 4.    | On Directing                                 | 2:46 |
| 5.    | Red Belt                                     | 2:11 |
| 6.    | The Cure (T. Quin, S. Quin, Burgan)          | 3:22 |
| 7.    | Northshore                                   | 2:04 |
| 8.    | Night Watch                                  | 2:33 |
| 9.    | Alligator                                    | 2:42 |
| 10.   | Paperback Head                               | 2:38 |
| 11.   | The Ocean                                    | 3:06 |
| 12.   | Sentimental Tune                             | 3:23 |
| 13.   | Someday                                      | 2:57 |
| 36:55 |                                              |      |

### Bónuszdalok
| iTunes deluxe edition | iTunes deluxe edition | iTunes deluxe edition | iTunes deluxe edition | iTunes deluxe edition | iTunes deluxe edition | iTunes deluxe edition | iTunes deluxe edition | iTunes deluxe edition | iTunes deluxe edition |
|                       | Cím                   | Hossz                 |                       |                       |                       |                       |                       |                       |                       |
| --------------------- | --------------------- | --------------------- | --------------------- | --------------------- | --------------------- | --------------------- | --------------------- | --------------------- | --------------------- |
| 14.                   | Wrists                | 2:48                  |                       |                       |                       |                       |                       |                       |                       |
| 15.                   | Light Up              | 2:19                  |                       |                       |                       |                       |                       |                       |                       |
| 42:02                 |                       |                       |                       |                       |                       |                       |                       |                       |                       |

| iTunes preorder edition | iTunes preorder edition | iTunes preorder edition | iTunes preorder edition | iTunes preorder edition | iTunes preorder edition | iTunes preorder edition | iTunes preorder edition | iTunes preorder edition | iTunes preorder edition |
|                         | Cím                     | Hossz                   |                         |                         |                         |                         |                         |                         |                         |
| ----------------------- | ----------------------- | ----------------------- | ----------------------- | ----------------------- | ----------------------- | ----------------------- | ----------------------- | ----------------------- | ----------------------- |
| 16.                     | It Was Midnight         | 2:03                    |                         |                         |                         |                         |                         |                         |                         |
| 44:05                   |                         |                         |                         |                         |                         |                         |                         |                         |                         |